# Быченок, Алексей Васильевич
Алексе́й Васи́льевич Бычено́к (род. 31 июля 1986 года в пос. Темиртау) — российский биатлонист, лыжник и легкоатлет. Серебряный призёр зимних Паралимпийских игр по биатлону, двукратный чемпион мира, многократный призёр чемпионатов мира. Заслуженный мастер спорта России среди спортсменов с поражением опорно-двигательного аппарата.

## Награды
- Медаль ордена «За заслуги перед Отечеством» I степени (17 марта 2014 года) — за большой вклад в развитие физической культуры и спорта, высокие спортивные достижения на XI Паралимпийских зимних играх 2014 года в городе Сочи[1].
- Заслуженный мастер спорта России.